# Dioscorea trichantha
Dioscorea trichantha är en enhjärtbladig växtart som beskrevs av John Gilbert Baker. Dioscorea trichantha ingår i släktet Dioscorea och familjen Dioscoreaceae. Inga underarter finns listade i Catalogue of Life.